# Marius Ivaškevičius
Marius Ivaškevičius (Molėtai, 1973. március 26. –) litván prózaíró, drámaíró, forgatókönyvíró és rendező.

## Élete
Orvoscsaládban született egy kisvárosban, ötven kilométernyire északra Vilniustól. 1980-től 1991-ig a Molėtai Gimnáziumban, majd 1991-től 1997-ig a Vilniusi Egyetemen tanult, litván filológiából szerzett diplomát. 1996-tól 1999-ig a Köztársaság (Respublika) újságnál dolgozott. A litván televízió kulturális programjainak szerkesztő testületében dolgozott. Együttműködött a legnagyobb lengyel napilappal, a  Gazeta Wyborczával, ahol különféle témákról írt esszéket.
2015 szeptemberében mutatta be a vilniusi Litván Nemzeti Színház a drámaírónak Schilling Árpád rendezővel közösen létrehozott A nagyszerű gonosz (Didis Blogis) című előadását. 2016-ban a legjobb férfi főszereplő és a nemzeti dráma kategóriában elnyerték az Arany Színpad Kereszt-díjat.

## Művei
- Kam vaikų (1996) Gyerekek számára (novellák)
- Istorija nuo debesies: vieno liūdesio dviejų dalių kelias (1998) Egy történet a felhőből: Egy szomorúság két részből álló útja (regény)
- Vikingų žygis į Apuolę (1998) Viking menet Apuolė felé
- Artimas: pjesių trilogija (2002) Bezárás: a játékok trilógiája
- Žali (2002) Zöld (regény)
- Purpuriniai dūmai (2003) Lila füst (a film forgatókönyve)
- Madagaskaras: trijų veiksmų pjesė (2004) Madagaszkár: három színészi játék
- Artimas miestas: dviejų veiksmų drama (2005) Egy közeli város: két színészi dráma
- Mistras: keturių veiksmų drama (2010) Mester: négyfelvonásos dráma
- Išvarymas: vieno obuolio kronika (2012) Kiutasítás: Egy alma krónikája
- Didis blogis (2015) A nagyszerű gonosz (dráma)[1]

### Magyar nyelven
- Ha kifogják a fehér amurokat (fordította Mihályi Zsuzsa)[2]
- Eurolitvánia (fordította Karádi Éva)[3]
- Az én Skandináviám 1–5. (fordította Karádi Éva)[4]

## Díjai, elismerései
- A Litván Irodalmi és Folklór Intézet irodalmi díja (2004)
- A Litván Érdemrend kitüntetése (2014)
- Arany Színpad Kereszt-díj (2016)
- Litván Nemzeti Kulturális és Művészeti Díj (2018)

## Fordítás
- Ez a szócikk részben vagy egészben  a   Marius Ivaškevičius című litván Wikipédia-szócikk ezen változatának fordításán alapul.  Az eredeti cikk szerkesztőit annak laptörténete sorolja fel. Ez a jelzés csupán a megfogalmazás eredetét és a szerzői jogokat jelzi, nem szolgál a cikkben szereplő információk forrásmegjelöléseként.